# Атропат
Атропат (др.-перс. Āturpāt, др.-греч. Aτρoπάτης, с авест. Atərəpāta — «защищённый огнём»; IV век до н. э.) — персидский аристократ, сатрап Мидии при Дарии III и Александре Македонском. Основатель независимого государства «Мидия Атропатена» или «Атропатена».
Первое упоминание Атропата в античных источниках связано с его участием в битве при Гавгамелах 331 года до н. э. на стороне Дария III против войска Александра Македонского. После смерти Дария III Атропат перешёл на сторону македонян и вскоре был вновь назначен сатрапом Мидии. На этом посту он усилил своё влияние и приобрёл благосклонность Александра, который отметил верность и заслуги Атропата в замирении Мидии. После смерти Александра Мидия была разделена, а Атропат стал правителем её северо-западной части. Впоследствии она получила название «Мидии Атропатены» или «Атропатены». Во время войн диадохов Атропатена вышла из-под власти македонян, а Атропат провозгласил себя царём.
Согласно современным представлениям, этимология названия страны, региона Ирана и исторический области «Азербайджан» связана с «Атропатеной» и, соответственно, Атропатом.

## Биография

### При Дарии III и Александре Македонском
Атропат принадлежал к старой персидской знати. При Дарии III он занимал пост сатрапа Мидии. Перед битвой при Гавгамелах 331 года до н. э. между Дарием III и Александром Македонским Атропат привёл на подмогу персам войско из мидян, албанов, кадусиев и сакесинов. Во время сражения мидяне, албаны и сакесины находились на правом фланге, кадусии — на левом. По мнению современных историков, данные фрагменты свидетельствуют о том, что власть Атропата распространялась на земли их народов, то есть на Мидию, восточное Закавказье включая южные части Азербайджана, а также, возможно, часть Грузии.
После поражения Атропат оставался верным Дарию III. Персидский царь из Гавгамел бежал во владения Атропата, где надеялся собрать новое войско для войны с македонянами. В 330 году до н. э. Дарий III был убит заговорщиками под руководством Бесса и Набарзана, после чего Атропат перешёл на сторону Александра. К тому времени македонский царь назначил сатрапом Мидии Оксидата. Некоторое время Атропат находился при дворе Александра «в резерве». Впоследствии Александр потерял доверие к Оксидату, и Атропат зимой 328/327 года до н. э. был восстановлен в прежней должности сатрапа Мидии. Назначение сатрапом столь стратегически важной провинции местного уроженца, человека, который хорошо знал регион, могло быть связано с необходимостью умиротворить Мидию перед предстоящим походом в Индию.
Во время долгого отсутствия Александра в Индии Атропат сохранял ему верность и подавил антимакедонское восстание в Мидии, которое возглавил Бариакс. Это восстание можно датировать периодом между 327 и 325 годами до н. э. О личности Бариакса нет достоверных сведений. Возможно, он происходил из династии прежних мидийских царей, возможно, занимал административную или военную должность при Ахеменидах. Как бы то ни было, момент для восстания был выбран удачно. Основное войско македонян находилось в Индии, а местное население было недовольно произволом со стороны македонян. Атропат проявил способности не только военачальника, но и организатора, так как смог собрать войско, состоявшее как из конницы, так и из иранской фаланги, с которым и подавил восстание. В 324 году до н. э. он доставил к Александру в Пасаргады вождей восстания, которых македонский царь приказал казнить.
После возвращения из Индии Александр казнил нескольких сатрапов и военачальников, однако Атропат не пострадал и вернулся в Мидию, что свидетельствует о положительной оценке его правления в сатрапии. По одной из версий, жалобы Атропата и сопровождавших его лиц на злоупотребления со стороны Клеандра и Ситалка привели к их казни. О признании заслуг Атропата также свидетельствует женитьба — во время массового бракосочетания в Сузах между македонянами и девушками из знатных персидских семей — Пердикки и дочери Атропата.
В октябре 324 года до н. э. Атропат принимал Александра в столице своей области Экбатане. Он не только организовал шикарный пир, но и представил македонскому царю сто переодетых в амазонок наездниц. Возможно, именно данный эпизод стал основой легенды о встрече Александра Македонского с амазонками и любовной связи с их царицей Фалестридой.

### После смерти Александра Македонского
В 323 году до н. э. после смерти Александра Македонского при переделе империи между его военачальниками Атропат сохранил власть над северо-западной частью Мидии, в то время как южной половиной стал править Пифон. Причины разделения Мидии неизвестны. После смерти Александра регентом Македонской империи стал тесть Атропата Пердикка. Возможно, он не хотел передавать власть в огромной провинции одному человеку и разделил сатрапию на две части.

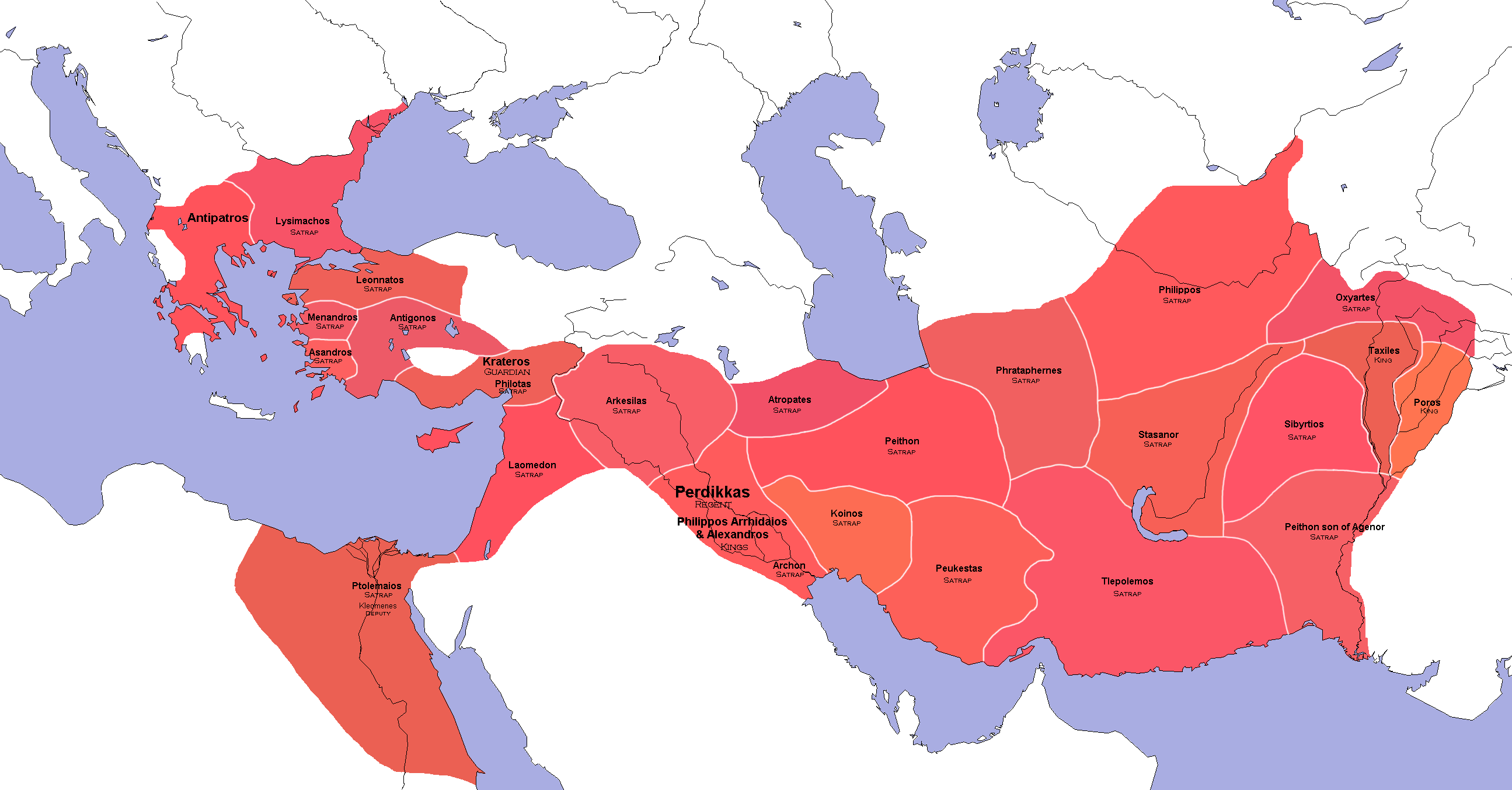
Ориентировочные границы сатрапий Македонской империи после Вавилонского раздела 323 года до н. э. (по Арриану и Диодору). Атропатена расположена на юго-западном побережье Каспийского моря

Атропат в период войн диадохов сумел выйти из-под власти македонян и создать собственное государство, которое называлось «Малой Мидией», «Мидией Атропатеной» или «Атропатеной». Страбон (ок. 64/63 годов до н. э. — ок. 23/24 годов н. э.) писал: «своё имя она [Атропатийская Мидия] получила от военачальника Атропата, который не допустил, чтобы эта страна, как часть Великой Мидии, также стала подвластной македонянам. Действительно, провозглашённый царем Атропат сделал по собственному решению эту страну независимой, и ещё теперь наследование сохраняется в его семье, так как его потомки вступали в браки с армянскими и сирийскими царями, а позднее — с парфянскими». Несмотря на такую развёрнутую характеристику, современным историкам достоверно неизвестны детали правления Атропата. Даже политический статус Атропата в Малой Мидии предполагает существование нескольких гипотез. При разделе Македонской империи в Трипарадисе 321/320 года до н. э. Атропат не упомянут. Однако он продолжал править Малой Мидией. Возможно, македоняне смирились с выходом этой провинции из-под их контроля. Возможно, он, как тесть убитого Пердикки, был объявлен общим врагом вместе с другими пердикканцами Эвменом и Алкетой, чьи владения подлежали завоеванию. В отличие от последних, в историографии отсутствуют сведения о военных действиях между диадохами и Атропатом. Возможно, это связано с состоянием источников. Более вероятным, по мнению С. В. Смирнова, является взаимовыгодный мирный и/или союзнический договор между Пифоном и Атропатом, в котором были оговорены границы их владений. Таким образом Пифон получал союзника для более амбициозных целей, чем завоевание одной из провинций на окраинах империи, а Атропат обезопасил свои владения.
Предположительно, Атропат объявил себя царём, а Малую Мидию, соответственно, независимым от македонян государством после битвы при Габиене 317/316 года до н. э. По другой версии, годом независимости Атропатены следует считать раздел в Трипарадисе, на котором Атропатена упомянута не была, так как македоняне признали её выход из-под контроля центральной власти империи.
Историкам неизвестны годы правления Атропата, особенности его внутренней и внешней политики после получения фактической независимости. Несмотря на то, что за время его правления молодое государство усилилось, выдержало упорную борьбу с Селевком, который стремился завладеть всеми былыми азиатскими владениями Александра, неизвестными остаются дата смерти Атропата и имя его преемника. Возможно, причиной такой лакуны в античных источниках об особенностях истории Малой Мидии является политика Атропата и его преемников, которые не допускали чужеземцев, в первую очередь греков и македонян, в свою страну.

## Оценки
Ф. Шахермайр отмечал, что во время Индийского похода Александра Атропат, в отличие от многих других сатрапов и влиятельных людей в империи, сохранил лояльность македонскому царю. Возможно, он был убеждён, что только Александр может защитить местное население от произвола македонян. С. В. Смирнов, напротив, назвал Атропата льстивым и услужливым человеком, который сделал «верноподданическую карьеру» используя любую возможность угодить Александру.
И. Алиев считал Атропата крупным государственным деятелем, талантливым человеком, трезвым политиком и дальновидным дипломатом. По мнению историка, Атропат вовремя осознал бессмысленность вооружённого противостояния с войском Александра и поэтому избрал свой особый путь взаимодействия с завоевателями. Одной из причин разделения Мидии на две части историк видел в том, что Атропат смог не допустить македонян на северо-восток Мидии. В результате он стал единственным из ахеменидских сатрапов Дария III, который сохранил за собой хотя бы часть управляемой им сатрапии, а позднее провозгласил себя царём независимого государства.
Д. Хиланд отмечает, что Атропат проявил чудеса оппортунизма. Сначала он лишился своей сатрапии, затем смог вернуть её из рук завоевателей македонян, приобрёл уважение и влияние при дворе Александра Македонского, породнился с одним из наиболее влиятельных военачальников в окружении македонского царя Пердиккой, пережил турбулентный период борьбы за власть во время войн диадохов, смог основать собственные династию и государство. Такая ситуация стала возможной лишь благодаря политическому вакууму в Македонской империи после смерти Александра, который был особо заметен на окраинах новосозданного государства. Другими факторами, которые позволили Малой Мидии первой выйти из-под контроля македонян являются высокие уровни экономического, социального, культурного и политического развития региона и личные качества Атропата.
Роль и значение Атропата в развитии и создании независимого государства на территории Малой Мидии были настолько велики, что страна получила название Атропатены.

## Атропат и «Азербайджан»

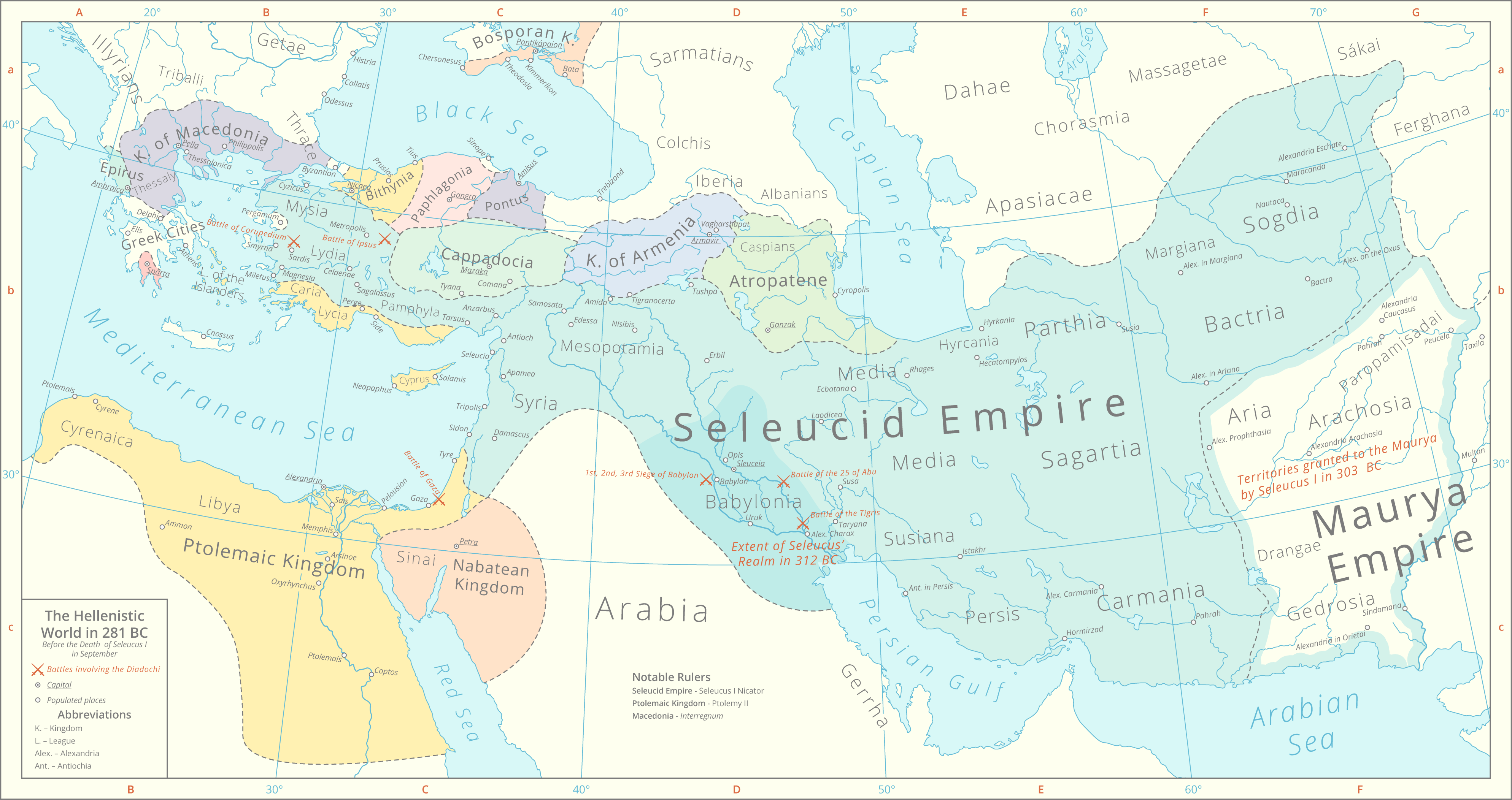
Карта с ориентировочными границами эллинистических государств 281 года до н. э. Атропатена расположена на месте северо-запада современного Ирана, южной части современного Азербайджана и южной половины современной Армении

Название Ātur-patkān буквально значит «принадлежит Атуру или владение Атура» и образовано от имени основателя Атр с помощью второго корня pat и суффикса *-kān, используемого для формирования топонимов(Атурпат, Āturpāt, авестийское Atərəpāta — буквально «Охраняющий огонь»). Топоним «Атурпат» засвидетельствовано вплоть до эпохи Сасанидов, так, например, в IV веке н. э. визирь и верховный жрец шаха Шапура II носил имя Атурпат-и-Махраспандан.
В исламскую эпоху это название трансформировалось в современное «آذربایجان» — «Азербайджан» (через «Адарбадган»), при изменении первой части с трансформацией интервокальной *t > δ в *āδar- > *āzar-, под фонетическим влиянием арабского языка.
Дошедшее до нас из греческих источников латинское и персидское название Атропатена — наиболее древная форма из известных науке топонома названий Азербайджана. Впоследствии оно видоизменялось, приняв у персов форму «Адербадаган», у армян — «Атрпатакан», у арабов — «Адербайджан» и «Азербайджан», что означало «страну огня» и было связано с широким распространением здесь огнепоклонничества.
В. А. Шнирельман указывает, что происхождение топонима «Азербайджан» от имени Атропата является единственным научным объяснением происхождения названия страны и давно вошло в курсы истории Азербайджана. Вследствие особых взаимоотношений между народами Закавказья появилось несколько неоднозначных гипотез о личности и происхождении Атропата, возникновения слова «Азербайджан». С. М. Айвазян считал Атропата армянским князем, а Атропатену, соответственно, армянской провинцией. Традиционное представление о персидском, а затем македонском сатрапе Атропате, который стал эпонимом Атропатены было подвергнуто критике со стороны З. И. Ямпольского. Историк с отсылкой на Полибия доказывал, что государство Атропатена существовало и при Ахеменидах. Глава Атропатены носил титул «атропата». При Дарии III атропат заключил с персами союз и участвовал в битве при Гавгамелах против македонян. Впоследствии Александр назначил атропата Атропата сатрапом Мидии, который при этом сохранил положение правителя Атропатены. Согласно выводам З. И. Ямпольского, «атропат» являлся жреческим зороастрийским титулом, на месте Атропатены жила некая группа «атропатов», а «Азербайджан» по сути представлял обозначение «места бога огня». В этих тезисах историк развил ревизионизм объяснения этимологии топонима «Азербайджан» Н. Я. Марра. По мнению И. Алиева, эти выводы основаны на ошибочных положениях и неверны. Они не подтверждаются какими-либо античными источниками, кроме как короткого фрагмента Полибия, и противоречат всему, что известно об Атропате и Атропатене. Периодически в научных кругах Азербайджана возникали всплески дискуссии между сторонниками традиционных взглядов и ревизионистами. В этих конфликтах ревизионисты видели политический подтекст. Они обвиняли традиционалистов в искажении исторической правды об автохтонности тюркских народов, «превращении предков-азербайджанцев в „пришельцев-ассимиляторов“ и „незваных гостей“». В парадигме ревизионистов Атропат никогда не существовал в качестве реального персонажа, а представлял собой обезличенного носителя некоего жреческого титула «атропата» и представителя местной народности.

### Исследования
- Алиев И. Очерк истории Атропатены. — Баку: Азербайджанское государственное издательство, 1989. — 160 с. — ISBN 5-552-00480-9.
- Балахванцев А. С. Границы Кавказской Албании (IV в. до н. э. — III в. н. э.) // Восток. Афро-азиатские общества: история и современность. — 2021. — № 5. — С. 31—42. — ISSN 2713-0401. — doi:10.31857/S086919080017105-2.
- Кошеленко Г. А., Гаибов В. А. Судьбы сатрапов Востока. Эпоха Александра Македонского // Проблемы истории, филологии, культуры. — Магнитогорский государственный технический университет им. Г. И. Носова, 2007. — № 17. — С. 202—222. — ISSN 1992-0431.
- Смирнов С. В. Пифон — наследник Александра в тени великих современников // Вестник древней истории. — М.: Наука, 2014. — Вып. 290, № 3. — С. 31—46.
- Шахермайр Ф. Александр Македонский. — Ростов н/Д.: Феникс, 1997. — 576 с. — ISBN 5-85880-313-Х.
- Шнирельман В. А. Войны памяти: мифы, идентичность и политика в Закавказье. — М.: Академкнига, 2003. — 592 с. — ISBN 5-94628-118-6.
- Ямпольский З. И. Об Атропате — современнике Александра Македонского // Вестник древней истории. — М.: Наука, 1974. — Вып. 128, № 2. — С. 176—177.
- Chaumont M. L. Atropate // Encyclopædia Iranica (англ.) / Yarshater Ehsan (ed.). — London; New York: Routledge & Kegan Paul, 1987. — Vol. III/1; Ātaš–Awāʾel al-Maqālāt. — P. 17—18. — ISBN 978-0-71009-113-0.
- Heckel W. Who's Who in the Age of Alexander and his Successors. From Chaironea to Ipsos (338—301 BC) (англ.). — Barnsley: Greenhill Books, 2021. — 554 p. — ISBN 978-1-78438-648-1.
- Hyland J. Alexander’s Satraps of Media (англ.) // Journal of Ancient History. — De Gruyter, 2013. — Vol. 1. — P. 119—144. — doi:10.1515/jah-2013-0008.